# Réserve naturelle de Popenguine
La réserve naturelle de Popenguine est implantée à proximité du village de Popenguine, sur la Petite-Côte au Sénégal. Elle est située dans le département de M'bour (région de Thiès).

## Histoire
Dès 1936, une ancienne forêt avait été classée par l'administration coloniale française.
La présence de bunkers, postes d'observation et anciens emplacements de canons est a notée, datant de la seconde guerre mondiale, dans un état de conservation correct pour l'ensemble. 
La réserve est créée en 1986 pour permettre la réhabilitation d'un milieu très dégradé en raison du déboisement (bois de chauffe), du surpâturage et de plusieurs vagues de sécheresse.
En 1988, une association réunissant 129 femmes (et un homme) sous la direction de Woulimata Thiaw s'est spontanément créée afin de promouvoir la protection de la nature. Cette initiative a été très médiatisée et a reçu le soutien de la Fondation Nicolas-Hulot.

## Caractéristiques
Sa superficie est de 1 009 hectares.
La côte rocheuse qui comprend une zone de frayère pour les poissons et une savane soudano-sahélienne sont les principaux biotopes observés. 

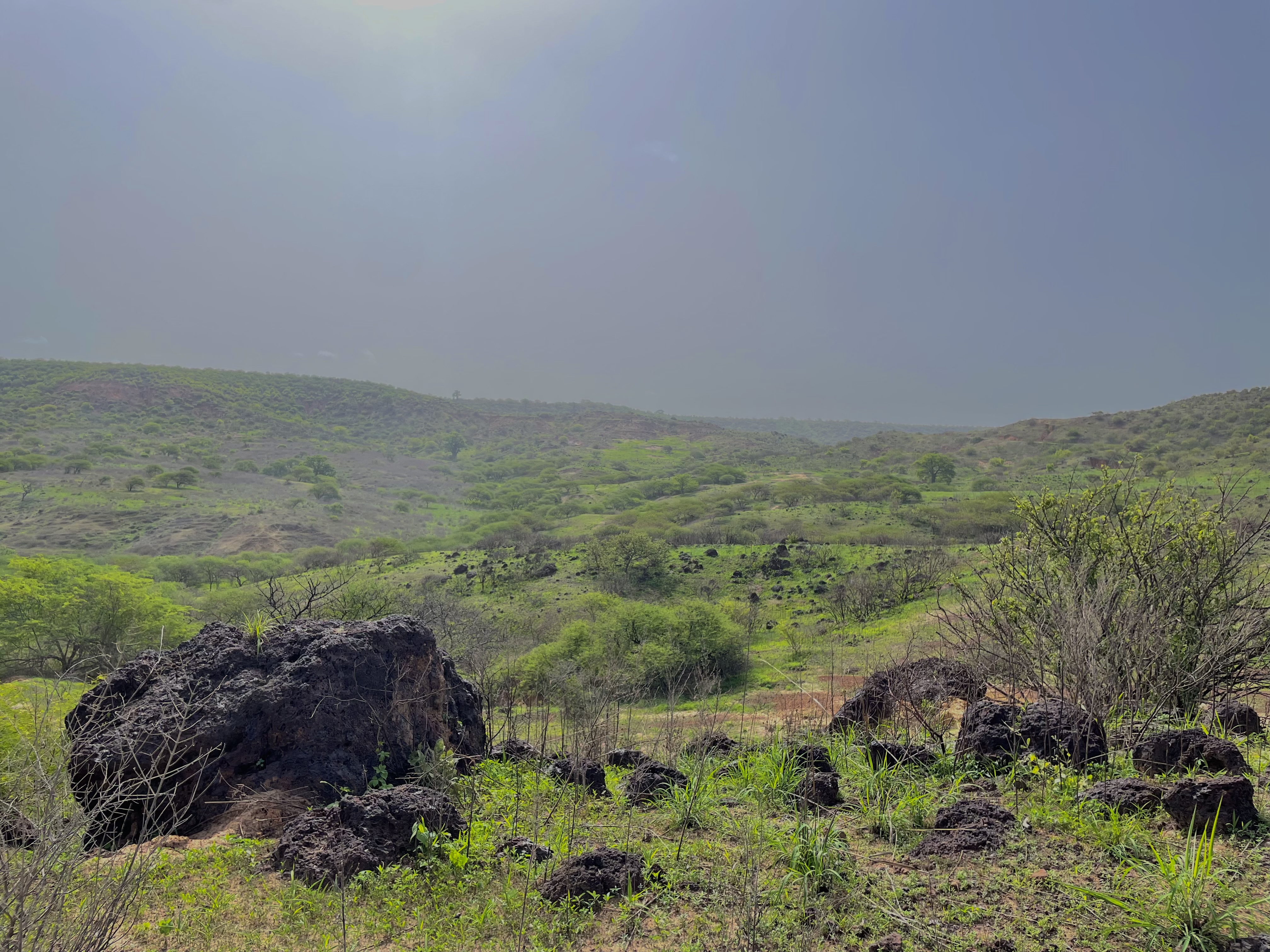
Paysage de la réserve de popenguine 08

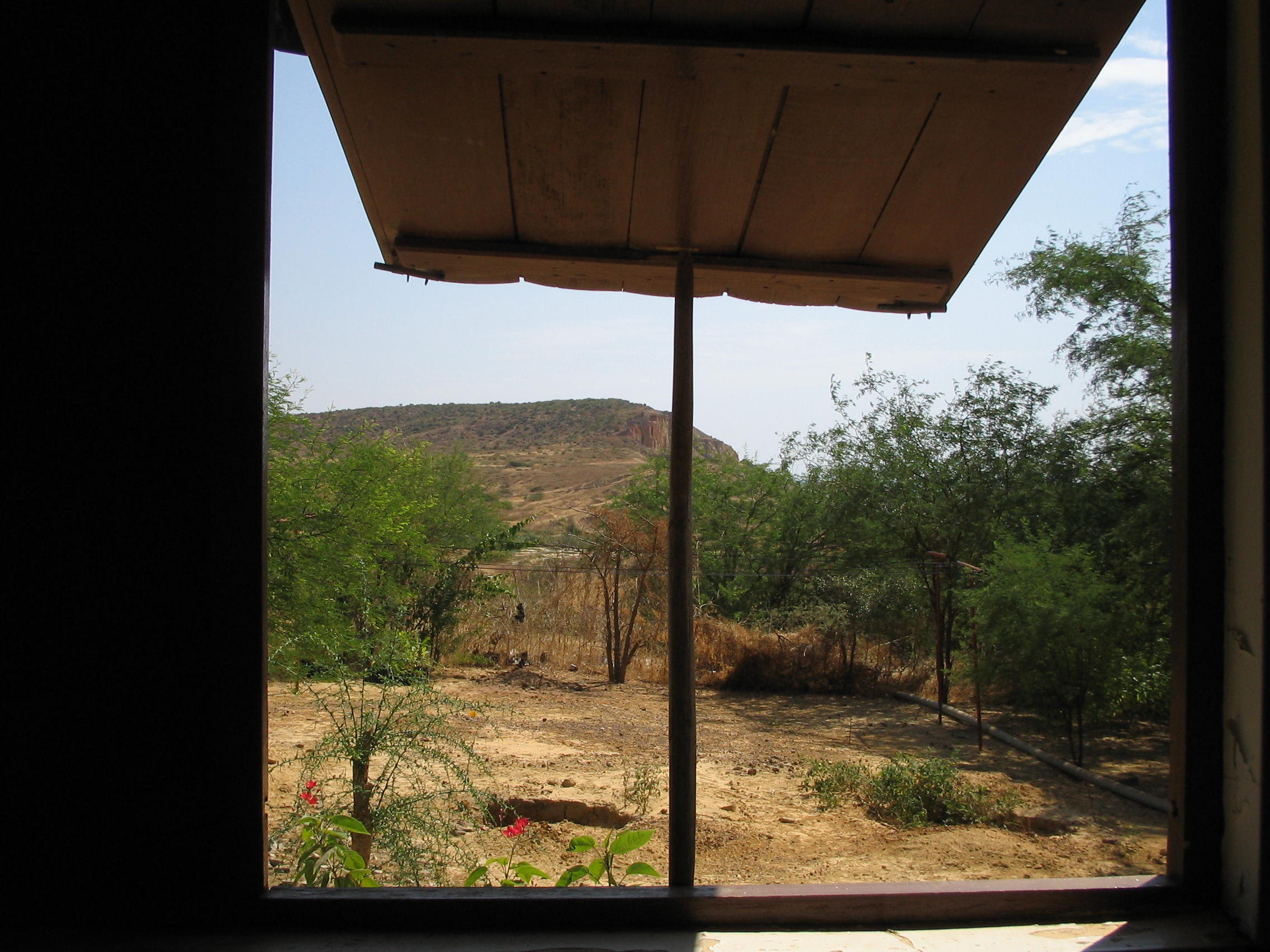
Vue sur la Réserve et les falaises

Les oiseaux y sont nombreux et on voit réapparaître des espèces telles que la pintade, le chacal, le porc-épic, etc.

## Tourisme
L'association de femmes gère un campement, s'occupe de la réserve et dispose de guides ornithologiques.

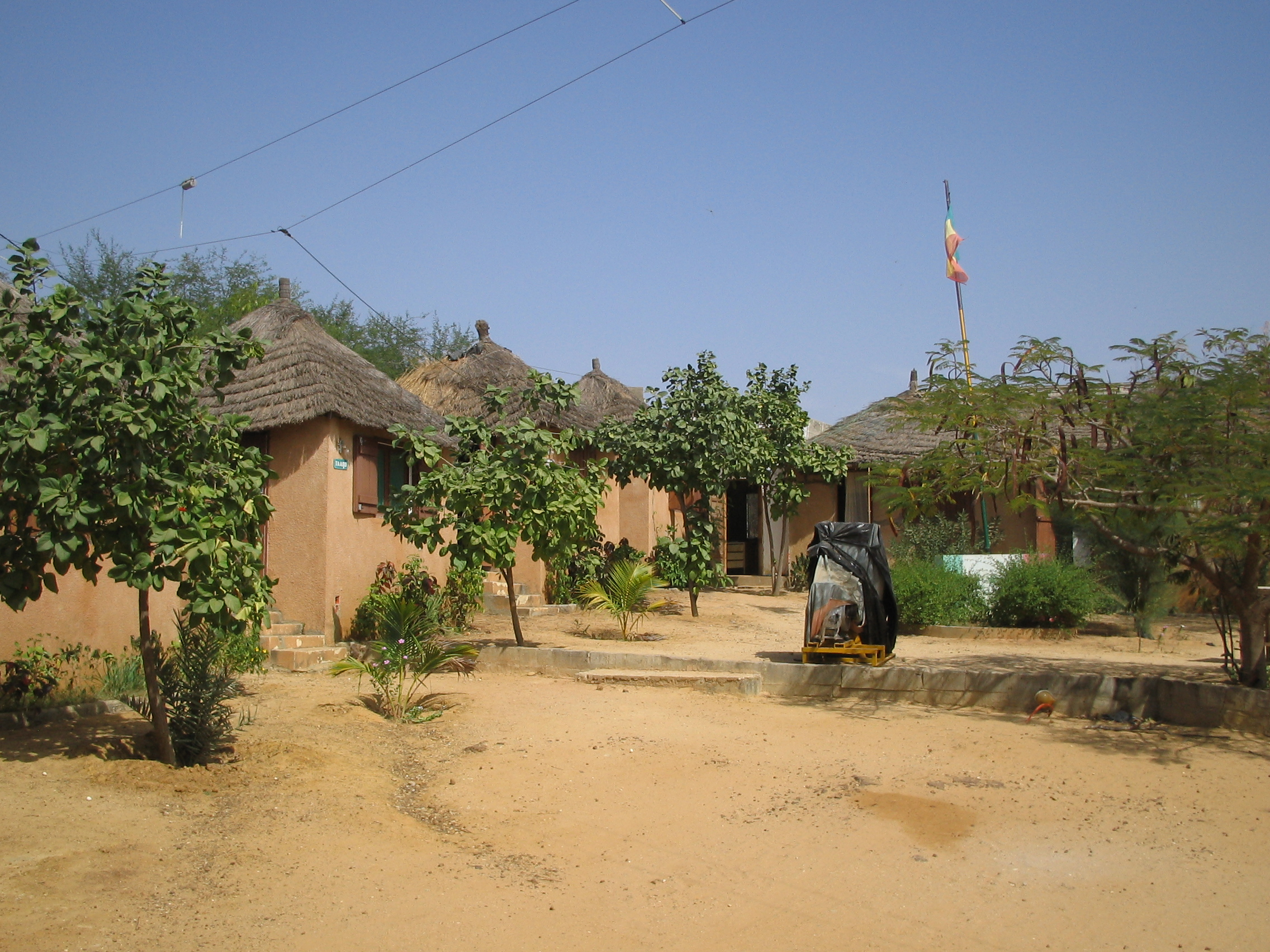
Le campement Kër Cupaam

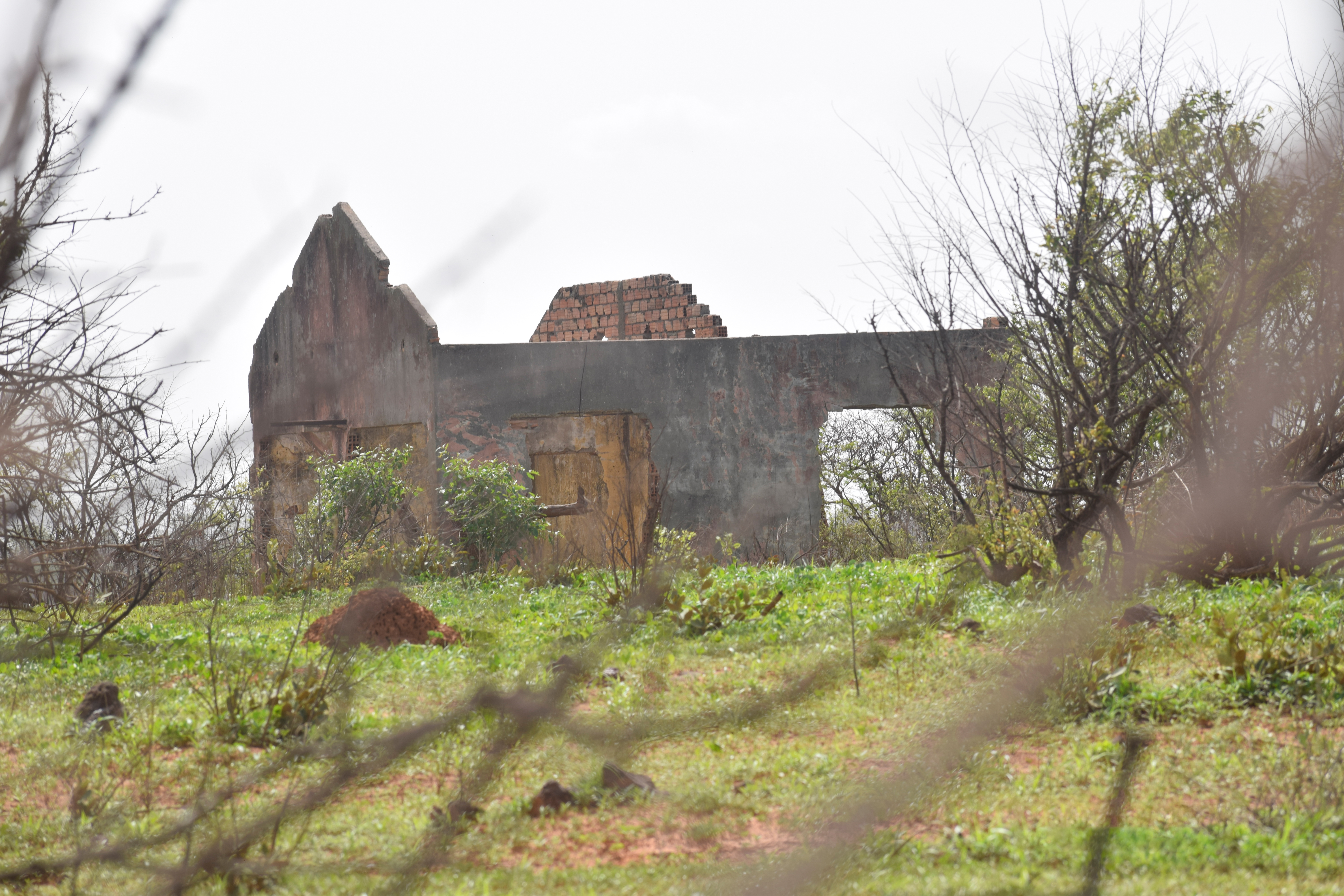
Ancien habitat des coloniaux dans la forêt de popenguine